# Жашківська волость
Жашківська волость — історична адміністративно-територіальна одиниця Таращанського повіту Київської губернії з центром у селі Жашків.
Станом на 1886 рік складалася з 8 поселень, 7 сільських громад. Населення — 12722 особи (6298 чоловічої статі та 6424 — жіночої), 1361 дворове господарство.
|                     | Площа, десятин | У тому числі орної, дес. |
| ------------------- | -------------- | ------------------------ |
| Сільських громад    | 6898           | 5220                     |
| Приватної власності | 10351          | 7042                     |
| Надільної власності | 613            | 600                      |
| Іншої власності     | 360            | 302                      |
| Загалом             | 18222          | 13164                    |

Поселення волості:
- Жашків — колишнє власницьке село при річці Багва за 10 верст від повітового міста, 1683 особи, 226 дворів, православна церква, 2 єврейських молитовних будинки, школа, 10 постоялих дворів, ренськовий погріб, 7 постоялих будинків, 26 лавок, винокурний завод. За 3 версти — бурякоцукровий завод.
- Леміщиха — колишнє власницьке село при річці Торчин, 706 осіб, 89 дворів, православна церква, школа, постоялий будинок, водяний, вітряний і кінський млини, пивоварний завод.
- Литвинівка — колишнє власницьке село при безіменній річці, 505 осіб, 56 дворів, православна церква, школа.
- Охматів (Ахматове) — колишнє власницьке село при річці Гнилий Тікич, 777 осіб, 116 дворів, католицька каплиця, постоялий двір, постоялий будинок.
- Розумниця — колишнє власницьке село при безіменній річці, 499 осіб, 73 двори, православна церква.
- Сорокотяга — колишнє власницьке село при річках Польовій і Литвинівка, 1066 осіб, 122 двори, православна церква, школа, постоялий будинок.
- Тетерівка — колишнє власницьке село при річці Північній, 681 особа, 74 двори, православна церква.

Старшинами волості були:
- 1909 року — Іван Петрович Петрук[2],[3];
- 1910-1912 роках — Семен Харитонович Харчевський[4],[5];
- 1913-1915 роках — Мокій Іванович Гунько[6].